# Мительман, Ефим Исаевич
Ефим Исаевич Мительман (12 (25) января 1911, Орёл — 22 июля 1965, Душанбе, Таджикская ССР) — советский таджикский театральный режиссёр. Народный артист Таджикской ССР (1963). Художественный руководитель Таджикского театра драмы имени А. Лахути (1936—1964).

## Биография
После окончания ГИТИСа в 1936 году работал режиссёром, а затем художественным руководителем Таджикского театра драмы имени Абулкасема Лахути в Сталинабаде. В годы Великой Отечественной войны руководил фронтовым театральным коллективом (1943—1946). 
Послe войны (с перерывом в 1949-1951 годах) — вновь художественный руководитель и режиссёр Таджикского театра драмы имени А. Лахути в Сталинабаде, с 1961 года — одновременно главный режиссёр Русского театра драмы имени В. В. Маяковского (Душанбе). 
Постановщик спектаклей «Коварство и любовь» (1937), «Алькасар» Мдивани (1937), «Очная ставка» братьев Тур и Шейнина (1938), «Отелло» (1939), «Рустам и Сухроб» Абдулло и Волькенштейна (1941), «В бой» Акубджанова и Зелеранского (1941), «Матросы из Каттаро» Вольфа (1942), «Тахмос Ходжентский» Касымова и Саидмурадова (1943), «Ромео и Джульетта» (1947), «Свет в горах» Пирмухаммед-заде (1948), «Бесприданница» (1948), «Отелло» (новая постановка, 1948), «Овод» (1948), «Саодат» Саидмурадова и Рабиева (1948), «Алишер Навои» Уйгуна и Султанова (1949), «Заговор обречённых» Вирты (1949), «Незабываемый 1919-й» Вишневского (1951), «Мой город» Миршакара (1952), «Женихи» Токаева (1952), «Ревизор» (1952), «Намус» Ширванзаде (1953), «Ромео и Джульетта» (новая постановка, 1953), «Легенда о любви» Хикмета (1954), «Дохунда» Икрами (1954), «Чья вина?» Икрами и Мительмана (1956), «Король Лир» (1957), «Ураган» Абдулло и Киямова (1957), «Гроза» Цао Юя (1958), «Рудаки» Улуг-заде (1958), «Неписаный закон» Пистоленко (1959), «Эзоп» Фигейредо, «Совесть» Абдулло и Мительмана (1959), «Кремлёвские куранты» Погодина (1960), «Два цвета» Зака и Кузнецова (1960), «Горянка» Гамзатова (1961), «Ромео и Джульетта» (новая постановка, 1963), ряда других пьес современных таджикских драматургов.